# Estação Bielorrússkaia (linha Zamoskvoretskaia)
Bielorrússkaia (em russo:  Белорусская) é uma das estações da linha Zamoskvoretskaia (Linha 2) do Metro de Moscovo, na Rússia. Estação «Bielorrússkaia» está localizada entre as estações «Maiakovskaia» e «Dínamo».